# Loyalty and Betrayal
| Críticas profissionais | Críticas profissionais |
| Avaliações da crítica  | Avaliações da crítica  |
| Fonte                  | Avaliação              |
| ---------------------- | ---------------------- |
| Allmusic               | [ 1 ]                  |
| RapReviews             | [ 2 ]                  |
| Vibe                   | [ 3 ]                  |

Loyalty and Betrayal é o sexto álbum de estúdio do rapper americano E-40, lançado em 10 de Outubro de 2000 pela Jive e Sick Wid It Records. O álbum apresenta produção de Battlecat, Bosko, Jazze Pha, Rick Rock and Tone Capone. Atingiu o número 4 da Billboard Top R&B/Hip-Hop Albums e o número 18 da Billboard 200. Dois singles foram lançados, "Behind Gates" e "Nah, Nah...", com o último atingindo o número 61 na Billboard Hot R&B/Hip-Hop Songs. O álbum apresenta participações dos membros do The Click: B-Legir, D-Shot e Suga-T, Mack 10, Eightball, Ice Cube, Too Short, Young Mugzi, Levitti, Pimp C e Birdman.
Junto com um single, um videoclipe foi produzido para a canção "Behind Gates", com a participação de Ice Cube e uma aparição de WC. Um segundo single, "Nah, Nah...", também foi lançado com um videoclipe, com a participação de Nate Dogg e aparições de Ant Banks, JT the Bigga Figga, Mac Shawn e The Click.

## Lista de faixas
1. "Intro"
2. "Loyalty & Betrayal"
3. "Lace Me Up" (feat. Suga-T)
4. "Ya Blind" (feat. Jazze Pha & Eightball)
5. "Sinister Mob" (feat. Nate Dogg)
6. "Nigga Shit" (feat. Mack 10, The Click & Levitti)
7. "Nah, Nah..." (feat. Nate Dogg)
8. "Pop Ya Collar" (feat. Otis & Shug & The Click)
9. "Record Company (Skit)"
10. "To Whom this May Concern"
11. "Like a Jungle" (feat. Kokane & Young Mugzi)
12. "Behind Gates" (feat. Ice Cube)
13. "Doin' the Fool" (feat. Pastor Troy, Al Kapone, Too Short & Pimp C)
14. "Flamboastin'" (feat. Baby)
15. "It's Pimpin'"
16. "Clown Wit' It" (feat. Mystikal)

## Chart history
Álbum
| Parada (2000)                         | Maior posição |
| ------------------------------------- | ------------- |
| U.S. Billboard 200                    | 18            |
| U.S. Billboard Top R&B/Hip-Hop Albums | 4             |

Singles
| Canção        | Parada (2000)                        | Maior posição |
| ------------- | ------------------------------------ | ------------- |
| "Nah, Nah..." | U.S. Billboard Hot R&B/Hip-Hop Songs | 61            |